# En busca del unicornio
En busca del unicornio es una novela escrita en 1987 por Juan Eslava Galán. La obra fue galardonada con el Premio Planeta de 1987. El autor hizo una revisión y ampliación de la obra cuando la reeditó en 2007.

## Sinopsis
Ambientada a fines del siglo XV, la novela narra un episodio ficticio de la vida de Juan de Olid, criado y escudero del condestable de Castilla Miguel Lucas de Iranzo. A Olid se le coloca al frente de una expedición a través de África para conseguir el cuerno del unicornio, el cual aumentará la virilidad del rey Enrique IV de Castilla, llamado el Impotente. Durante el viaje, habrá lugar para innumerables aventuras y peripecias de Olid y sus compañeros.

## Curiosidades

### Relación de "En busca del unicornio" con las técnicas de reproducción humana
La historia narra cómo el rey Enrique IV de Castilla, apodado "el Impotente", manda una expedición a África para buscar unicornios. La búsqueda, en realidad, estaba destinada a ser de rinocerontes pero, en aquella época, se desconocía la biología animal y los mitos se ejemplificaban con aquello con lo que la gente de aquellos tiempos podía explicar lo que desconocían. Ya en aquella época se hablaba acerca de las posibles propiedades afrodisíacas de los cuernos de rinoceronte. Históricamente, siempre se ha creído que Enrique IV era y es, de hecho, el mayor cornudo de toda la historia de la Corona Española, ya que se decía que su mujer, la Reina Juana de Portugal, tuvo un idilio con un miembro de la nobleza española y fruto del mismo, nació su hija, legítima heredera del trono de España, Juana la Beltraneja. Lejos de ello, ésta no fue reconocida como hija legítima del Rey sino como hija bastarda de la reina, y se saltaron el orden de sucesión, recayendo así el trono en Isabel La Católica. 
Dado que, obviamente, los unicornios no existían, el emisario mandado por el rey le llevó lo más cercano que encontró a un unicornio: llevó cuernos de rinocerontes blancos.
El doctor Gregorio Marañón descubrió por mandato del Consejo Superior de Investigaciones Científicas que las propiedades afrodisíacas de los cuernos de rinoceronte eran inventadas. Se examinó la tumba del monarca, y se observó que junto a su cadáver, había una vasija llena de polvo de cuerno de rinoceronte. Ello evidencia así cómo ha estado presente de manera importante el problema de la infertilidad a lo largo de la historia, y cómo ésta ha preocupado enormemente a aquellos que la padecían, buscando así métodos de lo más curiosos para tratar de solventarla.

## Adaptaciones a otros medios
Fue adaptada a una historieta con imágenes de Ana Miralles (Madrid, 1959) y guiones de Emilio Ruiz (Santander, 1960), en tres entregas del sello barcelonés Glénat España: La herida y el bálsamo (1997), Los herreros blancos (1998) y Finis Africae (1999).